# Gil Shaham
Gil Shaham (ur. 19 lutego 1971 w Urbanie w stanie Illinois) – amerykański skrzypek.

## Życiorys
Jako dziecko wyjechał wraz z rodzicami do Izraela. Uczył się u Samuela Bernsteina w Rubin Academy of Music. Był też uczniem Haima Tauba w Jerozolimie. W latach 1980–1982 studiował w Aspen w stanie Kolorado u Dorothy DeLay i Jensa Ellermana. Zadebiutował publicznie jako skrzypek w 1981 roku z Izraelską Orkiestrą Symfoniczną pod batutą Aleksandra Schneidera. W 1982 roku zdobył I nagrodę w Claremont Competition, następnie odbył uzupełniające studia muzyczne w Juilliard School w Nowym Jorku u Dorothy DeLay i Hyo Kanga.
Od 1986 roku występował na scenach europejskich. W 1990 roku zdobył Avery Fisher Career Grant. W 1992 roku debiutował w nowojorskiej Carnegie Hall. Występował jako solista oraz z czołowymi światowymi orkiestrami, w sezonie 2003/2004 odbył tournée po Europie z Philadelphia Orchestra.
W swoich programach koncertowych prezentuje różnorodny repertuar, zasłynął jednak szczególnie jako interpretator utworów kompozytorów XX-wiecznych (Bartók, Prokofjew, Pärt, Korngold, Barber). Od 1987 roku związany kontraktem z wytwórnią Deutsche Grammophon, dla której dokonał licznych nagrań płytowych. Za nagraną wspólnie z André Previnem płytę American Scenes zdobył w 1998 roku Nagrodę Grammy.
Gra na skrzypcach „Comtesse de Polignac” Stradivariego z 1699 roku.